# 新潟県道344号坂本新田新井線
新潟県道344号坂本新田新井線（にいがたけんどう344ごう さかもとしんでんあらいせん）は、新潟県上越市中郷区から妙高市に至る一般県道。

## 概要
- 陸上距離：
- 起点：上越市中郷区坂本新田字北ノ原（坂本新田交差点＝新潟県道584号新井中郷線交点）
- 終点：妙高市大字小出雲字堀之内（小出雲十字路＝新潟県道63号上越新井線交点）

妙高市と上越市中郷区を結ぶ県道。旧国道18号の区間にあたる県道584号・国道292号（上越大通り）がJR信越本線の東側を経由するのに対し、県道344号は同線の西側を経由している。起点は中郷区の中心地で、二本木駅付近。二本木駅には化学メーカー・日本曹達の二本木工場が隣接している。

## 通過する自治体
- 新潟県
  - 上越市 - 妙高市

## 主な接続路線
- 上越市
  - 新潟県道584号新井中郷線（坂本新田交差点）
  - 新潟県道261号西野谷二本木停車場線（二本木踏切 - 二本木駅前）
- 妙高市
  - 新潟県道63号上越新井線（小出雲十字路）

## 重複区間
- 新潟県道261号西野谷二本木停車場線（上越市中郷区藤沢地内（二本木踏切 - 二本木駅前））